# Condado de Yates
El condado de Yates (en inglés: Yates County) fundado en 1823 es un condado en el estado estadounidense de Nueva York. En el 2000 el condado tenía una población de 24.621 habitantes en una densidad poblacional de 28 personas por km². La sede del condado es Penn Yan.

## Geografía
Según la Oficina del Censo, el condado tiene un área total de 974 km² (376,1 mi²), de la cual 875 km² (337,8 mi²) es tierra y 95 km² (36,7 mi²) (9.99%) es agua.

### Condados adyacentes
- Condado de Ontario - norte, oeste
- Condado de Seneca - este
- Condado de Schuyler - sur
- Condado de Steuben - suroeste

## Demografía
En el 2000 la renta per cápita promedia del condado era de $34,640, y el ingreso promedio para una familia era de $40,681. En 2000 los hombres tenían un ingreso per cápita de $29,671 versus $21,566 para las mujeres. El ingreso per cápita para el condado era de $16,781 y el 20.90% de la población estaba bajo el umbral de pobreza nacional.

## Localidades

### Pueblos
Barrington |
Benton |
Italy |
Jerusalem |
Middlesex |
Milo |
Potter |
Starkey |
Torrey

### Villas
Dresden |
Dundee |
Penn Yan |
Rushville‡

### Lugar designado por el censo
Keuka Park 